# Carne (mediometraje)
Carne (1991) es un mediometraje francés escrito y dirigido por el argentino Gaspar Noé y protagonizado por Philippe Nahon. A pesar de su crudeza y polémica trama, la película fue muy bien recibida por el público y galardonada en el Festival de Cannes con el premio de la semana de la crítica y premio de la juventud.

## Resumen
Carne cuenta la historia de un carnicero quien queda encargado de velar por su hija Cynthia, una joven con autismo. Un día, le viene su primera menstruación, sale a la calle hasta un caballo mecánico donde se encuentra con un albañil; y su padre cree que este la ha violado así que decide tomar venganza y lo hiere apuñalándolo en la garganta. El carnicero, dedicado a limpiar caballos y separar vísceras, se va a prisión y su hija a un internado. Al salir, el carnicero busca rehacer su vida pero se encuentra con el rechazo de la sociedad. Al final de la película, parece deformarse aún más la relación papá-hija y el amor y obsesión del padre se ven encaminados hacia el gusto carnal que Noé hace intuir al espectador durante los 40 minutos del film. El mediometraje fue distribuido por Action Cinémas - Théâtre du Temple. A partir de este film, Philippe Nahon comenzaría a hacer parte de la mayoría de las producciones del realizador, quien hasta ese momento se había desempeñado como camarógrafo en varias producciones, comerciales y cortometrajes y decide en 1998 realizar la segunda parte de Carne titulada Solo Contra Todos (Seul contre tous), su primer largometraje.

## Estilo
La cámara es generalmente inmóvil durante toda la película, pero esta tendencia se contrasta a veces con movimientos bruscos y rápidos. Los movimientos bruscos están siempre acompañados por un efecto de sonido alto, normalmente una bala explosiva. La película se corta con frecuencia a títulos que muestran una variedad de mensajes. Los títulos suelen indicar el paso del tiempo y el espacio. Al inicio de la película aparece un título que advierte a los espectadores de la crudeza de las imágenes.

## Producción
Carne fue producido por Les Cinémas de la Zone, compañía productora a la que pertenecen Gaspar Noé y Lucile Hadžihalilović.

## Premios
- Premio de la crítica - Festival de Cannes
- Premio SACD (1991)
- Rencontres franco-américaines d'Avignon
- Mejor actor masculino (Philippe Nahon) - Festival International du Court Métrage à Clermont-Ferrand
- Premio Georges Sadoul
- Premio Très Spécial